# Aéroport de Santo-Pekoa
L'aéroport international Santo-Pekoa est un aéroport desservant Luganville sur l'île d'Espiritu Santo, au Vanuatu (code IATA : SON • code OACI : NVSS). 

## Situation
| Gaua Santo-Pekoa Port-Vila Anatom Aniwa Craig Cove Dillon's Bay Futuna Ipota Lamen Bay Longana Lonorore Maewo-Naone Malekoula Mota Lava Norsup Olpoi Paama Palikulo Bay Port Havannah Redcliffe Sara Siwo South West Bay Tongoa Torres Ulei Valesdir Vanua Lava Walaha Whitegrass |

## Compagnies aériennes et destinations
| Compagnies  | Destinations                                                                                 |
| ----------- | -------------------------------------------------------------------------------------------- |
| Air Vanuatu | Craig Cove (en), Gaua, Longana (en), Port-Vila Bauerfield, Vanua Lava-Sola (en), Walaha (en) |

Édité le 18 mai 2018